# The End of the World with You
The End of the World with You (僕らのミクロな終末, Bokura no Mikuro na Shūmatsu) est une série télévisée japonaise diffusée en 2023 sur Asahi Broadcasting Corporation. Adapté du diptyque yaoi éponyme de Maki Marukido, le drama met en scène Toshiki Seto et Keisuke Nakata dans les rôles principaux.

## Synopsis
Dans dix jours, une gigantesque comète percutera la planète et anéantira toute vie sur Terre.
Masumi, un salarié tokyoïte surmené et mélancolique, voit alors ses certitudes voler en éclats. Face à la nouvelle, hébété, il choisit de retourner à la bibliothèque de son ancienne université, se déconnectant de tout et de tous.
Alors qu'il compte passer le reste de sa (brève) existence à lire, il croise Ritsu. Ce dernier, séducteur invétéré, riche PDG et personnalité médiatique influente, s'avère surtout être son ex... Le recroiser est déjà pénible mais, pour ne rien arranger, leur passion s'est soldée par une rupture catastrophique ! Une décennie plus tôt, cette séparation a mené Masumi à la dépression et à une défiance totale envers les autres... 
Si Ritsu est bien la dernière personne que Masumi souhaite avoir à ses côtés, le sort en décide autrement : une succession d’événements improbables va amener le tandem à voyager à travers le Japon, flanqué de deux adolescents au parcours compliqué - Yuma et Meguru.
Alors que la fin du monde approche, Ritsu tente de persuader Masumi de lui accorder une seconde chance. Mais au vu du peu de temps dont ils disposent, Masumi veut-il vraiment renouer avec son ancien amant ? Dix petits jours suffiront-ils à effacer dix ans de non-dits et de rancœur ?

## Distribution et personnages
- Toshiki Seto : Masumi Nishina (仁科真澄) ; Salarié dans une grande entreprise, surmené par son travail, Masumi mène une vie banale et peu épanouissante. Profondément marqué par ses rapports tumultueux avec Ritsu lorsqu'ils étaient à l'université, il n'est jamais parvenu à renouer de relations sentimentales avec quiconque.
- Keisuke Nakata : Ritsu Kusakabe (日下部律) ; Ritsu est l'ex-petit ami de Masumi. Personnalité médiatique charmeuse, il est le PDG charismatique d'une grande entreprise. Son éducation a faussé sa conception de l'amour et il a multiplié les relations amoureuses sans lendemain, que ce soit avec des hommes ou avec des femmes. À l'université, ses coucheries répétées avec plusieurs membres de clubs scolaires lui ont valu le surnom de « tueur de clubs ». Alors que des années se sont écoulées, Ritsu réalise qu'il aime sincèrement Masumi et regrette la façon dont il l'a traité.
- Sōshō Tomimoto : Yuma Hirose (広瀬 遊馬) ; Yuma est un lycéen de 16 ans, originaire de Hamamatsu. Il tente de se suicider après avoir été rejeté par son béguin, une dépression accentuée par la mort de sa chanteuse préférée Madoka Kagami. En sa compagnie, des éléments étranges se multiplient. Selon Masumi et Ritsu, les nombreuses coïncidences miraculeuses survenues tout au long de leur voyage lui sont imputables.
- Baku Idegami : Meguru Kagami (嘉神 めぐる) ; A 19 ans, Meguru a quitté Matsumoto pour étudier à Tokyo. A la fin de leur périple, Masumi et Ritsu apprennent que Meguru est en réalité un garçon expert en travestissement ; il publie notamment des photos en lingerie sur le web. Il est le frère cadet de Madoka et a longtemps vécu dans l'ombre de cette dernière, leur ressemblance étant accrue par son style vestimentaire et le trouble qu'il entretient sur son genre.
- Baku Idegami : Madoka Kagami (嘉 神 ま ど か) ; Madoka est une idole populaire au sein d'un girl's band. Lesbienne, elle sort en secret avec une autre membre du groupe. Surnommée Maataso (まあたそ), elle est une grande amie de Ritsu. Ce dernier est son confident et l'un des rares à connaître son orientation sexuelle. Lorsque sa petite amie rompt avec elle, Madoka doit quitter son groupe. Elle perd son amour, sa carrière, sa vocation de chanteuse et tombe en dépression. Elle finit par se suicider.
- Takehiro Ōtsuki : Yosuke Hashimoto (橋本 陽介) ; Hashimoto est un ami de Masumi. Ils fréquentent le même club à l'université.
- Maeda Mizuki : Tsuyuguchi ; Personnalité ambiguë, il est le chef du club auquel participent Masumi, Ritsu et Hashimoto pendant leurs années universitaires.
- Nishimura Miyu : Taniguchi Misa ; Une étudiante obsédée par le droit.
- Yuui Ryoko : La mère de Masumi.
- Okaya Hitomi : La mère de Ritsu.
- Narimatsu Osamu : Le père de Ritsu.
- Funaki Sachi : La mère de Meguru et Madoka.
- RoleIida Kisuke : Le père de Meguru et Madoka.
- Yoshida Munehiro : Le contrebandier d'eau qui tente d'abuser Meguru (épisode 5).

## Épisodes
| N° | Titre original                                                | Traduction littérale                              | Réalisateur   | Scénariste    | Date de diffusion originale | Ref.   |
| -- | ------------------------------------------------------------- | ------------------------------------------------- | ------------- | ------------- | --------------------------- | ------ |
| 1  | 危険な恋情の始まり (Kiken na Renjō no Hajimari)               | Le début d'une histoire d'amour dangereuse        | Kōichirō Miki | Kōichirō Miki | 30 janvier 2023             | [ 3 ]  |
| 2  | 途切れた愛情との再会 (Togireta Aijō to no Saikai)             | Retrouvailles avec l'amour perdu                  | Kōichirō Miki | Kōichirō Miki | 6 février 2023              | [ 4 ]  |
| 3  | 終焉に起因する鼓動 (Shūen ni Kiin Suru Kodō)                  | Les rythmes de la fin                             | Kōichirō Miki | Kōichirō Miki | 13 février 2023             | [ 5 ]  |
| 4  | 鬱々とした雨の先に (Utsu Utsu to Shita Ame no Saki ni)        | Au-delà de la pluie sombre                        | Kōichirō Miki | Kōichirō Miki | 20 février 2023             | [ 6 ]  |
| 5  | 混沌とともに生まれる疑惑 (Konton to Tomo ni Umareru Giwaku)   | Avec le chaos vient le doute                      | Kōichirō Miki | Kōichirō Miki | 27 février 2023             | [ 7 ]  |
| 6  | 真実がもたらす絶望の渦 (Shinjitsu ga Motarasu Zetsubō no Uzu) | Le tourbillon du désespoir provoqué par la vérité | Hirofumi Mori | Kōichirō Miki | 6 mars 2023                 | [ 8 ]  |
| 7  | 交わった視線と体温 (Majiwatta Shisen to Taion)                | Température corporelle et contact visuel          | Hirofumi Mori | Kōichirō Miki | 13 mars 2023                | [ 9 ]  |
| 8  | 奇跡を渇望した最期 (Kiseki o Katsubōshita Saigo)              | Les derniers instants, l'envie d'un miracle       | Kōichirō Miki | Kōichirō Miki | 20 mars 2023                | [ 10 ] |

## Genèse

### Manga original
« J'ai toujours pensé que si je pouvais tout recommencer, je ne ferais pas les mêmes erreurs. Mais je ne peux l'affirmer que maintenant, en sachant que l'avenir n'existe plus. »

— Maki Marukido, La fin du monde avec toi, Tome 02
L'œuvre dont est inspirée le drama, The End of the World with You, est écrite et illustrée par la mangaka Maki Marukido. Elle est d'abord pré-publiée dans le magazine bimestriel On BLUE, du 25 février 2020 au 25 décembre 2021.
Le manga est rédigé durant la pandémie de COVID-19, ce qui impacte le travail de Marukido : de son aveu, la mélancolie de la trame est donc intrinsèquement lié à sa morosité face à la situation. Pour que le trajet en vélo de ses personnages soit réaliste, l'autrice effectue une simulation de leur temps de trajet à l'aide de Google Maps.
Les chapitres sont édités en deux volumes par Shōdensha, en 2022. Le diptyque paraît en France à la rentrée 2023, aux Editions Hana, sous le titre La fin du monde avec toi.

### Production
Une adaptation live est annoncée le 22 novembre 2022. L'équipe comprend le réalisateur-scénariste Kōichirō Miki et la compositrice Erina Koyama, lesquels avaient œuvré ensemble sur la saga Pornographer, également tirée d'une trilogie de Maki Marukido. Le thème du drama est le morceau ふたたび (Futatabi, littéralement Encore), interprété par Ai Ōtsuka et Hiroba alias Yoshiki Mizuno, le leader du groupe Ikimono Gakari.
Le couple principal est incarné par Toshiki Seto et Keisuke Nakata. Le rôle de Yuma est confié au jeune Sōshō Tomimoto. Quant au personnage de Meguru, il est interprété par Baku Idegami, une personnalité non-binaire célèbre pour son parcours dans le mannequinat et la création de sa marque de mode unisexe BAAKU.
Diffusée du 30 janvier 2023 au 20 mars 2023 sur ABC, la série comprend 8 épisodes.